# Liste der Verwaltungseinheiten in Bremen

Gliederung

Die erste Neuordnung der geographischen Verwaltungseinteilung der Stadtgemeinde Bremen nach dem Zweiten Weltkrieg wurde 1946 durchgeführt. Es wurden ehemals nicht-stadtbremische Gemeinden wie Strom, Blockland oder Borgfeld eingemeindet und zu Ortsteilen erklärt.
Die Gliederung der Verwaltungseinheiten in Bremen wurde dann neu festgelegt durch zwei Verordnungen vom 22. und 23. Februar 1951 mit damals noch weniger Verwaltungseinheiten.
Die Liste der Verwaltungseinheiten in Bremen gibt die aktuelle Gliederung wieder mit
- den 5 Stadtbezirken Nord, West, Mitte, Süd und Ost als reine Verwaltungseinheiten, welche in einer kleinen vorgelagerten Tabelle aufgeführt werden.
- den 19 Stadtteilen, die jeweils (außer Häfen) einen eigenen Stadtteilbeirat haben.
- den 88 Ortsteilen; davon sind vier Ortsteile direkt, also ohne die Stadtteilebene, einem Stadtbezirk zugeordnet. Nur diese vier Ortsteile haben einen Ortsteilbeirat.

Aufgrund der geänderten Nutzung des Überseehafengebietes wurden die stadtbremischen Verwaltungsbezirke durch das Ortsgesetz vom 24. März 2009 (BremGBl S. 93) neu geordnet.
Die Änderungen im Einzelnen:
- Der Ortsteil 121 „Handelshäfen“ entfällt. Er wird aus dem Stadtteil Häfen und dem Stadtbezirk Mitte ausgegliedert.
- Daraus wird der neue Ortsteil 437 Überseestadt gebildet. Er ist Teil des Stadtteils Walle im Stadtbezirk West.

Das höchste politische Gremium in den einzelnen Stadt- oder Ortsteilen ist jeweils der Stadtteil- oder Ortsbeirat, der sich aus politisch aktiven, ehrenamtlichen Bürgern zusammensetzt. Diese bestimmen aus ihren Reihen einen Sprecher sowie einen stellvertretenden Sprecher. Die Beiratswahlen finden seit 1991 in der Regel parallel zu den Bürgerschaftswahlen statt. Die jüngsten wurden am 26. Mai 2019, zeitgleich mit der Bürgerschaftswahl in Bremen 2019, abgehalten. Die Beiräte fungieren als Stadtteil- oder Ortsteilparlamente und haben eingeschränkte Entscheidungsmöglichkeiten. Sie verwalten stadtteilbezogene Finanzen und führen Abstimmungen über beispielsweise Bauvorhaben durch. Zudem werden in den Beiräten Anfragen, Wünsche und Anregungen aus der Bevölkerung zur Sprache gebracht und diskutiert. In bestimmten Fällen muss der Senat die Beiräte anhören und darf nicht über sie hinweg entscheiden.

## Stadtbezirke
Die Sortierung der Stadtbezirke erfolgt gemäß ihren Schlüsselnummern.
- Stadtbezirk: Nennt den Stadtbezirk, der in der entsprechenden Zeile behandelt wird sowie dessen Schlüsselnummer.
- Stadt- bzw. Ortsteile: Nennt die einzelnen Stadt- bzw. Ortsteile des Stadtbezirks.
- Fläche: Gibt die Gesamtfläche des Stadtbezirkes in Quadratkilometern zum 31. Dezember 2009 an.[2]
- Einwohner: Gibt die Gesamtbevölkerungszahl des Stadtbezirkes zum 31. Dezember 2024 an.[3]
- Bevölkerungsdichte: Nennt die durchschnittliche Zahl der Einwohner pro Quadratkilometer im Stadtbezirk.
- Karte: Veranschaulicht die Lage des Stadtbezirkes im Stadtgebiet Bremens.

| Stadtbezirk | Stadt- bzw. Ortsteile                                                                                    | Fläche      | Einwohner | Bevölkerungsdichte | Karte |
| ----------- | --- | ----------- | --------- | ------------------ | ----- |
| Mitte 1     | - Mitte - Häfen                                                                                          | 33,741 km²  | 18.567    | 550 EW/km²         |       |
| Süd 2       | - Neustadt - Obervieland - Huchting - Woltmershausen - Seehausen - Strom                                 | 66,637 km²  | 131.961   | 1.980 EW/km²       |       |
| Ost 3       | - Östliche Vorstadt - Schwachhausen - Vahr - Horn-Lehe - Borgfeld - Oberneuland - Osterholz - Hemelingen | 108,201 km² | 230.578   | 2.131 EW/km²       |       |
| West 4      | - Blockland - Findorff - Walle - Gröpelingen                                                             | 56,606 km²  | 98.993    | 1.749 EW/km²       |       |
| Nord 5      | - Burglesum - Vegesack - Blumenthal                                                                      | 60,376 km²  | 106.172   | 1.759 EW/km²       |       |

## Stadtteile
Die Sortierung der Stadtteile erfolgt gemäß ihren Schlüsselnummern. Diese sind offiziell vierstellig, aber die vierte Stelle ist tatsächlich immer die Null. Die Schlüsselnummern sind hierarchisch aufgebaut: Die erste Stelle bezeichnet den Stadtbezirk, die zweite Stelle den Stadtteil und die dritte Stelle den Ortsteil.
- Stadtteil: Nennt den Stadtteil, der in der entsprechenden Zeile behandelt wird sowie dessen Schlüsselnummer.
- Ortsteile: Nennt die einzelnen Ortsteile des Stadtteils mit den dazugehörigen Schlüsselnummern.
- Fläche: Gibt die Gesamtfläche des Stadtteils in Quadratkilometern am 31. Dezember 2013 an.[2]
- Einwohner: Gibt die Gesamtbevölkerungszahl des Stadtteils am 31. Dezember 2013 an.[5]
- Bevölkerungsdichte: Nennt die durchschnittliche Zahl der Einwohner pro Quadratkilometer im Stadtteil.
- Beiratssprecher: Nennt den Beiratssprecher und den stellvertretenden Beiratsprecher des Stadtteils.
- K: Nennt die Geokoordinaten, auf denen der Stadtteil liegt und mit deren Hilfe er sich auf einer Karte finden lässt. Diese sind über einen Link aufrufbar, der zu verschiedenen Anzeigemöglichkeiten führt.
- Karte: Veranschaulicht die Lage des Stadtteils im Stadtgebiet Bremens.

| Stadtteil            | Ortsteile | Fläche     | Einwohner | Bevölkerungsdichte | Beiratssprecher Stellv. Beiratssprecher | K                               | Karte |
| -------------------- | --- | ---------- | --------- | ------------------ | --- | ------------------------------- | ----- |
| Mitte 11             | - Altstadt (1110) - Bahnhofsvorstadt (1120) - Ostertor (1130) | 3,236 km²  | 17.136    | 5.295 EW/km²       | Jonas Friedrich (Grüne) Birgit Olbrich (SPD)                                                                                               | 53.075833333333 8.8072222222222 |       |
| Häfen 12             | - Industriehäfen (1220) - Stadtbremisches Überseehafengebiet Bremerhaven (1230) - Neustädter Hafen (1240) - Hohentorshafen (1250)                                     | 30,505 km² | 147       | 5 EW/km²           | Kein eigener Beirat. Industriehäfen beim Beiratsgebiet Gröpelingen, Neustädter Häfen und Hohentorshafen beim Beiratsgebiet Woltmershausen. | 53.1125 8.7341666666667         |       |
| Neustadt 21          | - Alte Neustadt (2110) - Hohentor (2120) - Neustadt (2130) - Südervorstadt (2140) - Gartenstadt Süd (2150) - Buntentor (2160) - Neuenland (2170) - Huckelriede (2180) | 15,319 km² | 43.241    | 2.823 EW/km²       | Johannes Osterkamp (Grüne) Vibke Martens (SPD)                                                                                             | 53.067777777778 8.7908333333333 |       |
| Obervieland 23       | - Habenhausen (2310) - Arsten (2320) - Kattenturm (2330) - Kattenesch (2340)                                                                                          | 13,855 km² | 35.464    | 2.560 EW/km²       | Klaus-Dieter Möhle (SPD) Ewald Stehmeier (CDU)                                                                                             | 53.035833333333 8.8275          |       |
| Huchting 24          | - Mittelshuchting (2410) - Sodenmatt (2420) - Kirchhuchting (2430) - Grolland (2440)                                                                                  | 13,729 km² | 29.166    | 2.124 EW/km²       | Christian Knuschke (SPD) Carlotta Wendt (Grüne)                                                                                            | 53.048611111111 8.7394444444444 |       |
| Woltmershausen 25    | - Woltmershausen (2510) - Rablinghausen (2520) | 5,386 km²  | 13.878    | 2.577 EW/km²       | Edith Wangenheim (SPD) Ole Lindemann (CDU)                                                                                                 | 53.083611111111 8.7633333333333 |       |
| 26                   | - Seehausen (2610) | 11,079 km² | 1.107     | 100 EW/km²         | Ralf Hagens (CDU) Jochen Himmelskamp (SPD)                                                                                                 | 53.116666666667 8.6930555555556 |       |
| 27                   | - Strom (2710) | 7,269 km²  | 447       | 61 EW/km²          | Sonja Rose (CDU) Silke Ruge-Hemmelskamp (SPD)                                                                                              | 53.083888888889 8.6997222222222 |       |
| Östliche Vorstadt 31 | - Steintor (3110) - Fesenfeld (3120) - Peterswerder (3130) - Hulsberg (3140)                                                                                          | 3,337 km²  | 29.740    | 8.912 EW/km²       | Carola Schirmer (Grüne) Anke Kozlowski (SPD)                                                                                               | 53.069444444444 8.8325          |       |
| Schwachhausen 32     | - Neu-Schwachhausen (3210) - Bürgerpark (3220) - Barkhof (3230) - Riensberg (3240) - Radio Bremen (3250) - Schwachhausen (3260) - Gete (3270)                         | 8,751 km²  | 39.455    | 4.325 EW/km²       | Gudrun Eickelberg (Grüne) Jörn H. Linnertz (CDU)                                                                                           | 53.088611111111 8.8422222222222 |       |
| Vahr 33              | - Gartenstadt Vahr (3310) - Neue Vahr Nord (3320) - Neue Vahr Südwest (3340) - Neue Vahr Südost (3350)                                                                | 4,343 km²  | 27.091    | 6.238 EW/km²       | Anja von Hagen (SPD) Tim Haga (CDU) | 53.080833333333 8.8930555555556 |       |
| Horn-Lehe 34         | - Horn (3410) - Lehe (3420) - Lehesterdeich (3430) | 14,038 km² | 26.914    | 1.916 EW/km²       | Ralph Draeger (CDU) Katy Blumenthal (SPD)                                                                                                  | 53.096944444444 8.8697222222222 |       |
| 35                   | - Borgfeld (3510) | 16,627 km² | 9.260     | 577 EW/km²         | Jörn Broeksmid (CDU) Jannis Fricke (CDU)                                                                                                   | 53.126111111111 8.9069444444444 |       |
| Oberneuland 36       | | 18,442 km² | 13.823    | 750 EW/km²         | Tamina Kreyenhop (CDU) Uwe Bornkeßel (FDP)                                                                                                 | 53.114444444444 8.9113888888889 |       |
| Osterholz 37         | - Ellener Feld (3710) - Ellenerbrok-Schevemoor (3720) - Tenever (3730) - Osterholz (3740) - Blockdiek (3750)                                                          | 12,894 km² | 37.476    | 2.906 EW/km²       | Wolfgang Haase (SPD) Jörn Krauskopf (CDU)                                                                                                  | 53.058611111111 8.9386111111111 |       |
| Hemelingen 38        | - Sebaldsbrück (3810) - Hastedt (3820) - Hemelingen (3830) - Arbergen (3840) - Mahndorf (3850)                                                                        | 29,769 km² | 41.621    | 1.398 EW/km²       | Uwe Jahn (SPD) Christian Kornek (CDU) | 53.050833333333 8.8994444444444 |       |
| 41                   | - Blockland (4110) | 30,300 km² | 418       | 14 EW/km²          | Jan Hendrik Schumacher (CDU) Henning Garbade (SPD)                                                                                         | 53.143055555556 8.8061111111111 |       |
| Findorff 42          | - Regensburger Straße (4210) - Findorff-Bürgerweide (4220) - Weidedamm (4230) - In den Hufen (4240)                                                                   | 4,277 km²  | 26.071    | 6.096 EW/km²       | Svenja Rohlfing (SPD) Beatrix Eißen (Grüne)                                                                                                | 53.094444444444 8.8163888888889 |       |
| Walle 43             | - Utbremen (4310) - Steffensweg (4320) - Westend (4330) - Walle (4340) - Osterfeuerberg (4350) - Hohweg (4360) - Überseestadt (4370)                                  | 12,238 km² | 27.672    | 2.261 EW/km²       | Brigitte Pohlmann (SPD) Franz Roskosch (CDU)                                                                                               | 53.101666666667 8.785           |       |
| Gröpelingen 44       | - Lindenhof (4410) - Gröpelingen (4420) - Ohlenhof (4430) - In den Wischen (4440) - Oslebshausen (4450)                                                               | 9,791 km²  | 35.055    | 3.580 EW/km²       | Martin Reinekehr (SPD) Ute Pesara (CDU) | 53.1125 8.7341666666667         |       |
| Burglesum 51         | - Burg-Grambke (5110) - Werderland (5120) - Burgdamm (5130) - Lesum (5140) - St. Magnus (5150)                                                                        | 25,825 km² | 33.057    | 1.280 EW/km²       | Maren Wolter (SPD) Martin Hornhues (CDU)                                                                                                   | 53.156666666667 8.7052777777778 |       |
| Vegesack 52          | - Vegesack (5210) - Grohn (5220) - Schönebeck (5230) - Aumund-Hammersbeck (5240) - Fähr-Lobbendorf (5250)                                                             | 11,917 km² | 33.998    | 2.853 EW/km²       | Heike Sprehe (SPD) Andreas Kruse (CDU) | 53.168611111111 8.625           |       |
| Blumenthal 53        | - Blumenthal (5310) - Rönnebeck (5320) - Lüssum-Bockhorn (5330) - Farge (5340) - Rekum (5350)                                                                         | 22,634 km² | 31.551    | 1.394 EW/km²       | Marcus Pfeiff (SPD) Hans-Gerd Thormeier (CDU)                                                                                              | 53.194444444444 8.5666666666667 |       |

## Ortsämter
Es gibt in Bremen 17 Ortsämter. Davon sind vier für mehrere Beiräte zuständig:
- Ortsamt Blockland
- Ortsamt Blumenthal
- Ortsamt Borgfeld
- Ortsamt Burglesum
- Ortsamt Hemelingen
- Ortsamt Horn-Lehe
- Ortsamt Huchting
- Ortsamt Mitte/Östliche Vorstadt (Beiräte Mitte und Östliche Vorstadt)
- Ortsamt Neustadt/Woltmershausen (Beiräte Neustadt und Woltmershausen)
- Ortsamt Oberneuland
- Ortsamt Obervieland
- Ortsamt Osterholz
- Ortsamt Schwachhausen/Vahr (Beiräte Schwachhausen und Vahr)
- Ortsamt Seehausen
- Ortsamt Strom
- Ortsamt Vegesack
- Ortsamt West (Beiräte Findorff, Walle und Gröpelingen)